# Brigada Blanca (Mexique)
Ne doit pas être confondu avec Brigade blanche ou Brigades blanches.
La Brigada Blanca ("Brigade blanche") est le surnom sous lequel est mieux connue la Brigade spéciale (es: Brigada Especial) de la Direction fédérale de sécurité (Dirección Federal de Seguridad, DFS) du Gouvernement du Mexique, il s'agit d'une ancienne structure parapolicière-paramilitaire ayant opéré entre 1976 et 1983,. Cet organisme non officiel a accompli des tâches opérationnelles du terrorisme d'état exercé par le gouvernement du Mexique contre des membres, familiers et amis de groupes adversaires, principalement la Ligue communiste 23 Septembre (LC23S). La Brigade a agi en dehors des cadres légaux en utilisant l'espionnage, aplanissements de demeure, les perquisitions sans mandat judiciaire, le vol, les arrestations arbitraires, l'interception de communications privées, le sabotage, les  disparitions forcées, la séquestration, la tortures et les assassinats extrajudiciaires dans le cadre de la « Guerre sale »,,,. Son responsable était Miguel Nazar Haro.

## Histoire
Après le mouvement de 1968 au Mexique et son dénouement répressif, marqué par le massacre de Tlatelolco, puis le massacre de Corpus Christi de 1971, plusieurs groupes de gauche se forment à travers le pays pour s'opposer au gouvernement du parti-État du Parti révolutionnaire institutionnel. Certains décident de radicaliser leurs actions en formant des guérillas urbaines ou rurales, considérant que les formes légales de lutte démocratiques étaient fermées,; notamment, la Fédération des Étudiants Révolutionnaires, les Forces Armées Révolutionnaires du Peuple, le Front Urbain Zapatiste, le Mouvement d'Action Révolutionnaire et la Ligue Communiste-23 Septembre (LC23S). Face à ces groupes, à partir de 1972 des activités contre-insurrectionnelles sont menés par ce qui deviendra la Brigade blanche. De son côté, le gouvernement des États-Unis a encouragé, au nom de l'anticommunisme, la création de groupes contre-insurrectionnels en Amérique Latine et ont formé à partir des années 1960 de nombreux officiers militaires et de police de pays d'Amérique latine dans son École des Amériques, dont certains dirigeants et membres de la Brigade Blanche,.
Le 4 juin 1976, la LC23S mène une attaque contre un poste de police à Ciudad Azteca. À la suite de cette action, une réunion a lieu dans les bureaux de la DFS avec Edmundo Arriaga López, Miguel Nazar Haro de la Police judiciaire du District fédéral et Jesús Miyazawa Álvarez et Jorge Obregón Lima de la Direction de Recherches Politiques et Sociales du Secrétariat à l'Intérieur. Sur ordres du président Luis Echeverría Álvarez, une « Brigade Spéciale » est alors formée au sein de la DFS, agence d'intelligence du gouvernement mexicain dépendant du Secrétariat à l'Intérieur, cette brigade intègre 240 éléments issus de la DFS, du bureau du procureur général de la République, du bureau du procureur du district fédéral, de la Direction générale de la police et des transports du Département du district fédéral et du bureau du procureur général de l'État de Mexico. La brigade a opéré dans les États de Guerrero, Sinaloa, Chihuahua, Nuevo León, Jalisco, Peuebla, Morelos, l'État de Mexico et la Ville de Mexico. Miguel Nazar lui donne le nom informel de Brigada Blanca (Brigade Blanche) par opposition à la Brigada Roja (Brigade Rouge) de la LC23S, opérant dans la Vallée de Mexico.
Les bureaux de la brigade étaient situés au 8 de la rue Morelia, dans la colonia Roma de Mexico. Le bâtiment a été aménagé  comme un centre clandestin de détention transitoire. Compte tenu de son caractère secret, les informations sur ce groupe restaient méconnues, il n'apparaissait dans aucun annuaire téléphonique et n'était décrit dans aucun document public. Les polices du pays s'y référaient comme à "la BB" ou "la Brigitte Bardot".
La Brigade Blanche disparait avec la dissolution de la DFS et de la Direction Générale de Recherches Politiques et Sociales (Dirección General de Investigaciones Políticas y Sociales) le 27 août 1985 et l'apparition d'un autre groupe paramilitaire, le Groupe Jaguar (Grupo Jaguar), rattaché à la Division d'enquêtes pour la prévention de la délinquance et sous les ordres d'Arturo Durazo Moreno,. Même après la dissolution de la Brigade Blanche, aucune autorité n'a enquêté sur les exactions commis par la Brigade.

## Activités de la brigade
À partir du 4 juin 1976, la Brigade Blanche mis en exécution le «Plan d'opérations numéro un: Traque» (Plan de Operaciones Número Uno: Rastreo) afin de "rechercher et localiser par tous les moyens, les membres de la dénommée Ligue Communiste 23 septembre" (LC23S). Parmi les membres de cette brigade figuraient entre autres Fernando Gutiérrez Barrios, Jorge Obregón Lima, Javier García Paniagua, José Salomón Tanús, Francisco Sahagún Baca, Luis de la Barreda Moreno et Jesús Miyazawa Álvarez,,. Les arrestations étaient souvent totalement arbitraires, par exemple, un civil pouvait facilement avoir été arrêté s'il portait un exemplaire du périodique "Madera", le principal organe de diffusion de la LC23S,.
La brigade était structuré ainsi:
- une Commission de Sécurité, composée des chefs de la DFS, de la Police Judiciaire Fédérale, de la Police Judiciaire de l'Arrondisement Fédéral, de la Direction Générale de Police et Transit du Département de l'Arrondisement Fédéral et la Police Militaire ; son responsable était Miguel Nazar Haro, son conseiller juridique Alfonso Cabrera Morales et son coordinateur général Francisco Quirós Hermosillo[19].
- le coordinateur général était à la tête d'un état-major, composé d'un chef du groupe des interrogatoires, un chef du groupe d'information et des opérations et un chef du contrôle et de la gestion de l'administration. Aussi, les huit groupes opérationnels de la brigade, un groupe aérien avec des hélicoptères, et un groupe spécial avec des équipes pour manie d'explosifs, actions avec armamento spécialisé et intervention de communications.

Les membres de cette brigade recevaient un entraînement policier, militaire et de contre-insurrection au quartier général du deuxième bataillon de Police militaire au Camp militaire numéro un de l'Armée mexicaine, dans le cas des opérations dans la Vallée du Mexique. La Brigade Blanche devait mener sept actions spécifiques:
- alerter la population sur l'existence de la guérilla urbaine ; parallèlement aux actions menées par les groupes opérationnels, de petits avions et des éléments de la DFS ont distribué des tracts qui faisaient appel au patriotisme pour inviter à dénoncer les membres de la LC23S et collent des photos de ses membres, particulièrement dans les zones populaires où il avait influence. L'action génère des situations de psychoses et fauses alarmes dans la population. Également la Brigade Blanche a utilisé le système citoyen de chefs de pomme comme réseau d'information pour alerter à la police sur des groupes de jeunes qu'ils arrivassent à des différentes zones de la capitale à habiter maisons.
- Labeurs de surveillance en des zones populaires. Donnée l'idéologie de la L23S et autres guérillas de type marxiste-léniniste, se réalisent des rafles et patrullajes en des zones fabriles de la Vallée du Mexique, dans où la ligue vers repartizas, c'est-à-dire répartissait Madera périodique clandestin à des ouvriers. Cette tâche l'a réalisé le Groupe Zorba d'Information, commando que infiltró à ses agents en les faisant passer par des chauffeurs de taxi, ouvriers ou paysans qui détectaient ces répartitions.
- l'arrestation des parents et amis de militants; Ceci se réalise dans le circuit de répression Circulaire de Morelia ne. 8 - Camp militaire numéro un, converti ce dernier dans une prison clandestine.
- Je piste de maisons de sécurité de la Ligue. Ceci se réalise moyennant la recherche d'endroits en des zones populaires où ils se réunissent des jeunes avec apparence estudiantil ou en faisant suivi à qui assistaient à des réunions avec ce profil en des espaces publics. Plus tard, il se réalise ce même labeur avec des membres de la L23S que sont arrêtés, torturés et portés en des patrouilles à identifier maisons.
- l'arrestation de militants de la LC23S, même que se réalise de façon arbitraire, sans la médiation d'un mandat de aprehensión ou turnando aux personnes arrêtées à un ministère public
- l'assassinat des militants, déjà soyez lorsqu'ils opposent résistance ou ils se faisaient face à de façon armée aux agents, ou en réalisant exécutions extrajudiciaires, ou les personnes arrêtées ils meurent à cause de la torture ou dedans des prisons clandestines
- la centralisation de l'information de la L23S dans un seul corps de gouvernement.

L'opération habituelle comprenait l'utilisation du sous-sol du 8 rue Morelia pour l'interrogatoire avec torture des personnes arrêtées, c'est là que l'on décidait si elles étaient libérées, assassinées ou conduites au Camp militaire numéro un où se trouvait la prison clandestine,. La BB disposait d'autres prisons secrètes et utilisait les installations de casernes et zones militaires de l'armée, comme la Caserne militaire de Atoyac de Álvarez et la Base aérienne de Pie de la Cuesta à Acapulco, pour ses arrestations arbitraires et les exécutions. L'opération de la brigade, selon Nazar Haro, avait la complacencia gouvernementale de torturer, «le moins qu'inspiraient les arrêtés il était compasión. Ils nous ont dits qu'il y avait qu'être durs, qu'étaient les mandats de mérou en dessus, et nous le sommes allés». Également, la faculté de se rester avec le «butin de guerre», c'est-à-dire voler les appartenances dans les aplanissements que réalisaient aussi bien qu'il part de ses actions. Ils Ont également réalisé des actions aussi bien que le tribut de desagravio d'arrêter et assassiner à des membres de la guérilla aussi bien que le cas de Salvador Corral García, même duquel ses restes ont été abandonnés par des agents de la DFS près la maison de la famille du chef d'entreprise Eugenio Garza Sada, à qui a pris en otage et il a assassiné la LC23S. Dans ses opérations, la brigade a procédé à des arrestations arbitraires et des incarcérations illégales, les détenus ne bénéficiaient pas des conditions d'une procédure judiciaire régulière, comme des mandats d'arrêt, la présentation devant un magistrat, le droit à la défense, réalisation de procès judiciaires, déclarations libres de torture et commettre des assassinats alors que la peine de mort est interdite au Mexique. La brutalité employée par ce groupe envers ses victimes aurait impressionné même les membres d'autres corps de police. La DFS obligeait les polices locales à collaborer avec ses agents lorsque la Brigade était requise en des opérations en dehors de la Ville de Mexico.
Parmi les actions des membres de la Brigade Blanche, effectuées dans le cadre du terrorisme d'État dirigé vers des groupes opposés au gouvernement, on a notamment documenté :
- l'arrestation arbitraire et disparition forcée de Jesús Piedra Ibarra, membre de la LCS23S[10];
- l'arrestation arbitraire, torture, incarcération et disparition forcée d'Alicia de los Ríos Merino, membre de la LCS23S[7], membres de la brigade l'ont intégrés à ses opérations dans l'identification de maisons de sécurité de la LC23S[21];
- l'arrestation arbitraire, torture et incarcération de Mario Álvaro Cartagena López «El Guaymas», membre de la LCS23S, Cartagena a affirmé qu'il a été torturé par José Salomón Tanus au Camp militaire no 1;
- l'arrestation arbitraire, incarcération illégale, torture et disparition forcée de Leticia Galarza Campos, membre de la LCS23S[22];
- l'arrestation arbitraire, incarcération illégale et torture d'Alfredo Medina Vizcaíno[21];
- l'arrestation arbitraire, incarcération illégale et torture de Wenceslao José García «Sam»[21].

## Recherche de vérité et justice
Des familles de victimes de la Brigade Blanche ont réalisé des manifestations et diverses actions destinées à arrêter les actions de cet organisme. En 1978, a eu lieu la première grève de la faim de mères de victimes afin d'obtenir justice et la présentation en vie des personnes disparues de force.
En réponse, le gouvernement de José López Portillo promulgue la Loi d'amnistie de 1978, sans générer d'enquête judiciaire. En 1988, Carlos Salinas de Gortari a reçu les proches de victimes, sans générer d'investigations ou actions judiciaires à l'encontre de la brigade.
En 2001, un rapport de la Commission Nationale des Droits de l'Homme cite à la Brigade Blanche et plusieurs de ses membres comme responsables de l'assassinat, disparition forcée et torture de 275 personnes. En 2002, le Conseil de Guerre Militaire de la Procuraduría Générale de Justice Militaire enjuició aux généraux Mario Acosta Chaparro et au coordinateur général de la brigade Francisco Quirós Hermosillo. Parmi les accusations formulées par le ministère public figurait l'intégration de la Brigade «sans base légale, dont les pratiques étaient complètement illégales». Acosta et Quirós ont tous deux été dégradés de leurs charges militaires.
En 2020, le gouvernement mexicain a inauguré le mémorial "Circular de Morelia" dans les anciens bureaux de la brigade.